# Григор'єва Ірина Олегівна
Ірина Олегівна Григор'єва (рос. Ирина Олеговна Григорьева; нар. 21 січня 1972, Москва, СРСР) — російська футболістка і хокеїстка з м'ячем. Майстер спорту з футболу, майстер спорту міжнародного класу з хокею з м'ячем на льоду. Учасниця чемпіонату світу з футболу 1999 і чемпіонатів Європи 1997 та 2001 років.
Першою з російських футболісток забила 100 м'ячів в поєдинках чемпіонатів СРСР і Росії, Кубках країни і в матчах за збірну країни, але за феміністичному ознакою не включена в «Клуб Григорія Федотова». Єдина російська футболістка, яка виступала в складі збірної світу в 1999 році проти збірної США.

## Життєпис
У спорт прийшла в 14 років, коли її помітив тренер жеківського клубу «Олімп» (Ясенов), який запропонував їй спробувати свої сили в хокеї на траві. У 1989 році виступала в 16-річному віці за команду вищої ліги «Спартак» (Москва). Влітку грала за «Спартак» в хокей на траві, взимку за «Станкоагрегат» - в хокей з м'ячем.
У якийсь момент тренеру запропонували зробити команду футбольної. Незабаром «Станкоагрегат» знайшов нового спонсора, був перейменований в «Інтеррос» і став чемпіоном Росії. Наприкінці 1992 року Григор'єва отримала пропозицію з Франції, де її добре знали по виступав за збірну. П'ять місяців грала за «Ліон», де була єдиною легіонеркою, стала чемпіонкою Франції й отримала приз найкращій іноземній футболістці року. Її французьку кар'єру перервала важка травма й операція на коліні.
Навесні 1994 року отримала запрошення від самарського ЦСК ВВС. Григор'єва, як й інші гравці ЦСК ВПС, була прапорщиком російської армії. Всього в складі самарської команди провела 181 матч у чемпіонатах Росії та відзначилася 77 голами (у 1994-2002 рр. Провела 150 матчів і забила 72 голи, у 2003 році провела 14 матчів та відзначилася 3 голами і в 2004 році провела 17 матчів та відзначилася 2 голами).
14 лютого 1999 року в Сан-Хосе (Каліфорнія) відбувся жіночий футбольний матч збірної світу з командою США, в збірній світу зіграла Григор'єва.

## Досягнення
| крмандні - Чемпіонат Росії - Чемпіон (4): 1992, 1994, 1996, 2001 - Срібний призер (3): 1995, 1997, 1998 - Бронзовий призер (3): 1999, 2000, 2003 - - Чемпіонат Франції - Чемпіон (1): 1993 - Кубок Росії - Володар (2): 1992, 1994 - Фіналіст (3): 1995, 1996, 2002 - Кубок Співдружності - Володар (1): 1996 - Кубок УЄФА - 1/4 фіналу (1): 2002/03 - «Кубанська весна» (2): 2003, 2004 | особисті - увійшла до символічної збірної Росії 25-річчя (2013) - автор першого хет-трику в чемпіонатах Росії (6 травня 1992: «Інтеррос» (Москва) — «ІнтерЛенПром» (Санкт-Петербург) 5:0) - була багаторічним капітаном збірної, в тому числі на фінальних турнірах: Чемпіонат Європи-1997 та Чемпіонат світу-1999 - за підсумками сезонів входила до списку «33-ох найкращих футболісток Росії» (10): 1992, 1994, 1995, 1996, 1997, 1998, 1999, 2000, 2001 и 2004 |

## Командна статистика
матчі за збірну країни
Ірина Григор'єва провела за збірну країни 120 матчів (Джерело [Архівовано 8 серпня 2014 у Wayback Machine.]).
| №  | Дата       | Суперник       | Матч          | Рахунок | Зіграних хвилин | Забитих м'ячів |
| -- | ---------- | -------------- | ------------- | ------- | --------------- | -------------- |
| 1  | 05.08.1990 | США            | Кубок Америки | 0:8     | 60' ( 60')      | —              |
| 2  | 07.08.1990 | Німеччина      | Кубок Америки | 0:3     | 90'             | —              |
| 3  | 10.08.1990 | США            | ТМ            | 1:1     | 55' ( 35')      | —              |
| 4  | 11.08.1990 | Англія         | ТМ            | 1:1     | 90'             | —              |
| 5  | 20.08.1990 | Північна Корея | Кубок Хухото  | 0:0     | 90              | —              |
| 6  | 22.08.1990 | КНР            | Кубок Хухото  | 0:6     | 90              | —              |
| 7  | 24.08.1990 | КНР            | ТМ            | 1:0     | 90'             | —              |
| 8  | 26.08.1990 | КНР            | ТМ            | 0:3     | 90              | —              |
| 9  | 14.09.1990 | Франція        | ТМ            | 2:1     | 60' ( 60')      | 17'            |
| 10 | 16.09.1990 | Франція        | ТМ            | 0:0     | 90'             | —              |
| 11 | 02.04.1991 | КНР            | Кубок Варни   | 1:0     |                 | Гол            |
| 12 | 04.04.1991 | Польща         | Кубок Варни   | 5:1     |                 | Гол            |
| 13 | 31.07.1991 | Англія         | ТМ            | 1:2     |                 | Гол            |

| № | Дата       | Суперник    | Матч | Рахунок | Зіграних хвилин | Забитих м'ячів |
| - | ---------- | ----------- | ---- | ------- | --------------- | -------------- |
| 1 | 18.04.1992 | Кот-д'Івуар | ТМ   | 3:0     |                 | —2             |

| № | Дата       | Суперник | Матч | Рахунок | Зіграних хвилин | Забитих м'ячів |
| - | ---------- | -------- | ---- | ------- | --------------- | -------------- |
| 1 | 19.09.1999 | США      | ТМ   | 2:1     | 45' ( 46')      | —              |

Жіноча збірна Росії з футболу
| №  | Дата       | Суперник         | Матч            | Рахунок | Зіграних хвилин | Забитих м'ячів |
| -- | ---------- | ---------------- | --------------- | ------- | --------------- | -------------- |
| 1  | 16.05.1992 | Угорщина         | КвЧЄ-1993       | 0:0     | 90'             | —              |
| 2  | 30.06.1992 | Болгарія         | КвЧЄ-1993       | 3:0     | 90'             | 11', 74'       |
| 3  | 15.07.1992 | Волжанка         | Тренування      | 2:0     |                 | 75'            |
| 4  | 16.07.1992 | Росія (U-20)     | Тренування      | 3:0     |                 | 9', 74'        |
| 5  | 20.08.1992 | Калужанка        | Тренування      | 2:1     |                 | 13'            |
| 6  | 11.09.1992 | Калужанка        | Тренування      | 1:0     |                 | 31'            |
| 7  | 12.09.1992 | Нідерланди       | ТМ              | 1:4     | 90'             | —              |
| 8  | 27.09.1992 | Болгарія         | КвЧЄ-1993       | 2:1     | 90'             | —              |
| 9  | 11.10.1992 | Німеччина        | КвЧЄ-1993       | 0:7     | 90'             | —              |
| 10 | 14.11.1992 | Німеччина        | КвЧЄ-1993       | 0:0     | 90'             | —              |
| 11 | 18.04.1994 | Австралія (U-20) | Тренування      | 1:0     |                 | Гол            |
| 12 | 20.04.1994 | Австралія        | ТМ              | 2:1     | 90'             | —              |
| 13 | 23.04.1994 | Австралія        | ТМ              | 1:1     | 90'             | Гол            |
| 14 | 15.05.1994 | Польща           | КвЧЄ-1995       | 0:0     | 90'             | —              |
| 15 | 14.06.1994 | Румунія          | КвЧЄ-1995       | 1:0     | 90'             | 6'             |
| 16 | 25.07.1994 | Енергія          | Тренування      | 2:1     | 90'             | 88'            |
| 17 | 27.08.1994 | Гана             | Кубок Джалаліта | 2:1     | 90'             | Гол            |
| 18 | 29.08.1994 | Болгарія         | Кубок Джалаліта | 0:0     | 90'             | —              |
| 19 | 03.09.1994 | Нова Зеландія    | Кубок Джалаліта | 1:0     | 90'             | —              |
| 20 | 07.09.1994 | Чилі             | Кубок Джалаліта | 2:0     | 90'             | —              |
| 21 | 09.09.1994 | Гана             | Кубок Джалаліта | 1:2     | 90'             | —              |
| 22 | 18.09.1994 | Україна          | КвЧЄ-1995       | 2:1     | 90'             | 42'            |
| 23 | 25.09.1994 | Польща           | КвЧЄ-1995       | 2:1     | 90'             | —              |
| 24 | 09.10.1994 | Німеччина        | КвЧЄ-1995       | 0:1     | 90'             | —              |
| 25 | 27.10.1994 | Німеччина        | КвЧЄ-1995       | 0:4     | 90'             | —              |
| 26 | 28.08.1995 | Південна Корея   | КвЧЄ-1997       | 1:0     | 90'             | —              |
| 27 | 17.09.1995 | Ісландія         | КвЧЄ-1997       | 4:1     | 90'             | —              |
| 28 | 14.10.1995 | Франція          | КвЧЄ-1997       | 0:0     | 90'             | —              |
| 29 | 04.11.1995 | Нідерланди       | КвЧЄ-1997       | 1:1     | 90'             | —              |
| 30 | 30.01.1996 | США              | Кубок Бразилії  | 1:8     | 90'             | —              |
| 31 | 05.04.1996 | Південна Корея   | ТМ              | 6:2     | 90'             | —2             |
| 32 | 07.04.1996 | Південна Корея   | ТМ              | 2:0     | 90'             | —              |
| 33 | 18.05.1996 | Нідерланди       | КвЧЄ-1997       | 0:1     | 90'             | —              |
| 34 | 25.05.1996 | Франція          | КвЧЄ-1997       | 1:0     | 90'             | 35'            |
| 35 | 17.06.1996 | Ісландія         | КвЧЄ-1997       | 4:0     | 90'             | —              |
| 36 | 21.05.1997 | Швеція           | ТМ              | 0:2     | 90'             | —              |
| 37 | 29.06.1997 | Швеція           | ЧЄ-1997         | 1:2     | 90'             | —              |
| 38 | 02.07.1997 | Франція          | ЧЄ-1997         | 1:3     | 90'             | 52'            |
| 39 | 05.07.1997 | Іспанія          | ЧЄ-1997         | 0:1     | 90'             | —              |
| 40 | 21.08.1997 | Данія            | КвЧС-1999       | 1:3     | 90'             | —              |

| №  | Дата       | Суперник             | Матч           | Рахунок | Зіграних хвилин | Забитих м'ячів |
| -- | ---------- | -------------------- | -------------- | ------- | --------------- | -------------- |
| 41 | 11.10.1997 | Бельгія              | КвЧС-1999      | 4:3     | 90'             | —              |
| 42 | 08.11.1997 | Португалія           | КвЧС-1999      | 2:0     | 90'             | —              |
| 43 | 25.04.1998 | Португалія           | КвЧС-1999      | 2:0     | 90'             | —              |
| 44 | 23.05.1998 | Бельгія              | КвЧС-1999      | 5:1     | 90'             | —              |
| 45 | 22.08.1998 | Данія                | КвЧС-1999      | 1:2     | 90'             | —              |
| 46 | 12.09.1998 | Фінляндія            | КвЧС-1999      | 2:1     | 90'             | —              |
| 47 | 15.09.1998 | Бразилія             | Кубок Америки  | 2:2     | 90'             | —              |
| 48 | 18.09.1998 | США                  | Кубок Америки  | 0:4     | 90'             | —              |
| 49 | 20.09.1998 | Мексика              | Кубок Америки  | 5:1     |                 | Гол            |
| 50 | 11.10.1998 | Фінляндія            | КвЧС-1999      | 2:1     | 90'             | 31'            |
| 51 | 20.06.1999 | Норвегія             | ЧС-1999        | 1:2     | 90'             | —              |
| 52 | 23.06.1999 | Японія               | ЧС-1999        | 5:0     | 90'             | —              |
| 53 | 26.06.1999 | Канада               | ЧС-1999        | 4:1     | 90'             | 54'            |
| 54 | 30.06.1999 | КНР                  | ЧС-1999        | 0:2     | 90'             | —              |
| 55 | 21.08.1999 | Фінляндія            | КвЧЄ-2001      | 2:0     | 90'             | —              |
| 56 | 02.09.1999 | Німеччина            | ТМ             | 1:3     | 90'             | —              |
| 57 | 29.09.1999 | Данія                | КвЧЄ-2001      | 4:2     | 90'             | 54'            |
| 58 | 09.10.1999 | Сербія та Чорногорія | КвЧЄ-2001      | 4:0     | 90'             | 67'            |
| 59 | 20.05.2000 | Фінляндія            | КвЧЄ-2001      | 3:0     | 90'             | —              |
| 60 | 02.04.2001 | Молдова              | Кубок Албени   | 10:0    | 90'             | Гол            |
| 61 | 07.04.2001 | Рязань-ТНК           | Тренування     | 4:0     |                 | Гол            |
| 62 | 24.06.2001 | Англія               | ЧЄ-2001        | 1:1     | 63' ( 63')      | —              |
| 63 | 27.06.2001 | Німеччина            | ЧЄ-2001        | 0:5     | 90'             | —              |
| 64 | 30.06.2001 | Німеччина            | ЧЄ-2001        | 0:1     | 66' ( 66')      | —              |
| 65 | 10.10.2001 | Італія               | КвЧС-2003      | 3:1     | 57' ( 57')      | —              |
| 66 | 28.10.2001 | Іспанія              | КвЧС-2003      | 2:0     | 73' ( 73')      | —              |
| 67 | 23.01.2002 | Португалія           | Кубок Тоє      | 2:1     | 90' ( 90')      | —              |
| 68 | 28.04.2002 | Іспанія              | КвЧС-2003      | 1:2     | 73' ( 73')      | —              |
| 69 | 18.05.2002 | Ісландія             | КвЧС-2003      | 1:1     | 7' ( 83')       | —              |
| 70 | 22.05.2002 | Італія               | КвЧС-2003      | 2:1     | 22' ( 68')      | —              |
| 71 | 27.08.2002 | Південна Корея       | Турнір 4 націй | 2:3     |                 | Гол            |
| 72 | 09.08.2003 | Ісландія             | КвЧС-2005      | 1:1     | 45' ( 46')      | —              |
| 73 | 08.09.2003 | Угорщина             | КвЧС-2005      | 3:1     | 40' ( 46', 85') | —              |
| 74 | 06.07.2004 | Греція               | ТМ             | 1:0     | 90'             | —              |
| 75 | 19.08.2004 | Англія               | ТМ             | 2:1     | 45' ( 46')      | —              |
| 76 | 22.08.2003 | Ісландія             | RdX"-2005      | 2:0     | 90' ( 1')       | —              |
| 77 | 28.01.2005 | КНР                  | Турнір 4 націй | 1:3     | 90'             | —              |
| 78 | 30.01.2005 | Німеччина            | Турнір 4 націй | 0:1     | 90'             | —              |
| 79 | 26.05.2005 | Японія               | ТМ             | 2:4     | 45' ( 46')      | —              |
| 80 | 28.05.2005 | Японія               | ТМ             | 0:2     | 45' ( 45')      | —              |